# Johannes Gandil

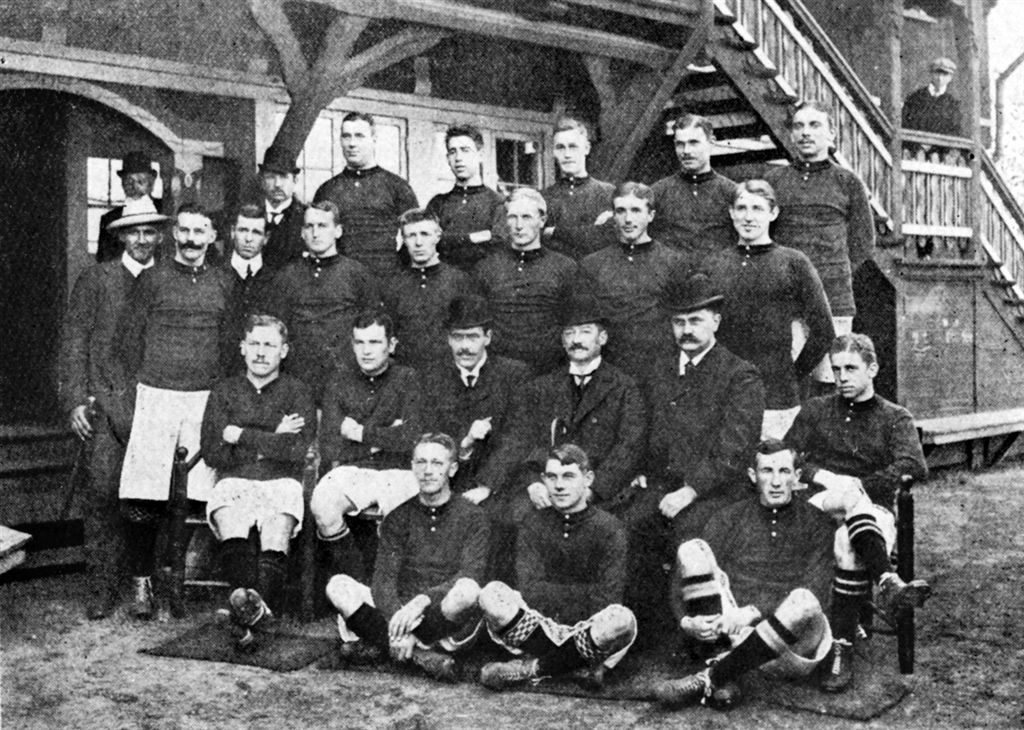

Johannes Gandil (* 21. Mai 1873 in Ringe; † 7. März 1956 in Gentofte-Ordrup) war ein dänischer Fußballspieler und Leichtathlet. Er war Mitgründer des B.93 Kopenhagen und Träger des Dannebrogorden.

## Laufbahn
Er kam im Alter von zehn Jahren nach Kopenhagen und fing an Fußball zu spielen. Beruflich wurde er später Lehrer sowie Redakteur.
Seine ersten Schritte machte er beim Kjøbenhavns Boldklub, zu dieser Zeit war er auch als Schiedsrichter bei Partien der anderen Klubs in der Stadt im Einsatz. 1893 im Alter von 20 Jahren war er Mitgründer von B.93 Kopenhagen, welcher bereits im Jahr 1896 auch eine Fußball-Abteilung hatte. Mit der Mannschaft spielte er um die Kopenhagener Meisterschaft und gewann diese mehrmals.
Bei den Olympischen Spielen 1900 in Paris war er Teil des Leichtathletikkaders. Über die 100 Meter, wo er in der ersten Runde dritter wurde schied er aus. In dieser Disziplin wurde er bereits 1899 skandinavischer Meister sowie 1902 dänischer Meister. Hier vertrat er Københavns IF sowie wie auch im Fußball später B.93. Seinen einziges Spiel im Fußballturnier der Olympischen Spiele erhielt er bei den Spielen 1908. Bei dem bis heute höchsten Sieg der dänischen Auswahl, einem 17:1 über die französische A-Mannschaft kam er zum Einsatz.
Nach seiner aktiven Zeit war er bis 1944 in der Leitung von B.93 beschäftigt. Zudem war er von 1923 bis 1940 Mitglied des Verwaltungsrates des nationalen dänischen Fußballverbands. Daneben war er Herausgeber und Redakteur. Im Jahr 1933 erhielt er ein Ehrenabzeichen des Danmarks Idrætsforbund, welches er jedoch verweigerte, wobei er trotzdem heute in der Historie des Verbandes verewigt ist. Im Jahr 1943 bekam er zudem noch den Dannebrogorden verliehen.